# Daucus syrticus
Espèce
Daucus syrticus est une espèce de plantes à fleurs, annuelle ou bisannuelle, de la famille des Apiaceae et du genre Daucus, originaire de Tunisie, de Libye et d'Égypte.

## Taxonomie
L'espèce est décrite par le botaniste suédois Svante Samuel Murbeck en 1897, qui la classe dans le genre Daucus sous le nom binominal Daucus syrticus, dans Contributions à la connaissance de la flore du nord-ouest de l'Afrique : et plus spécialement de la Tunisie, vol. 1 (lire en ligne), p. 87. L'épithète spécifique syrticus signifie « de Syrte ».

## Description

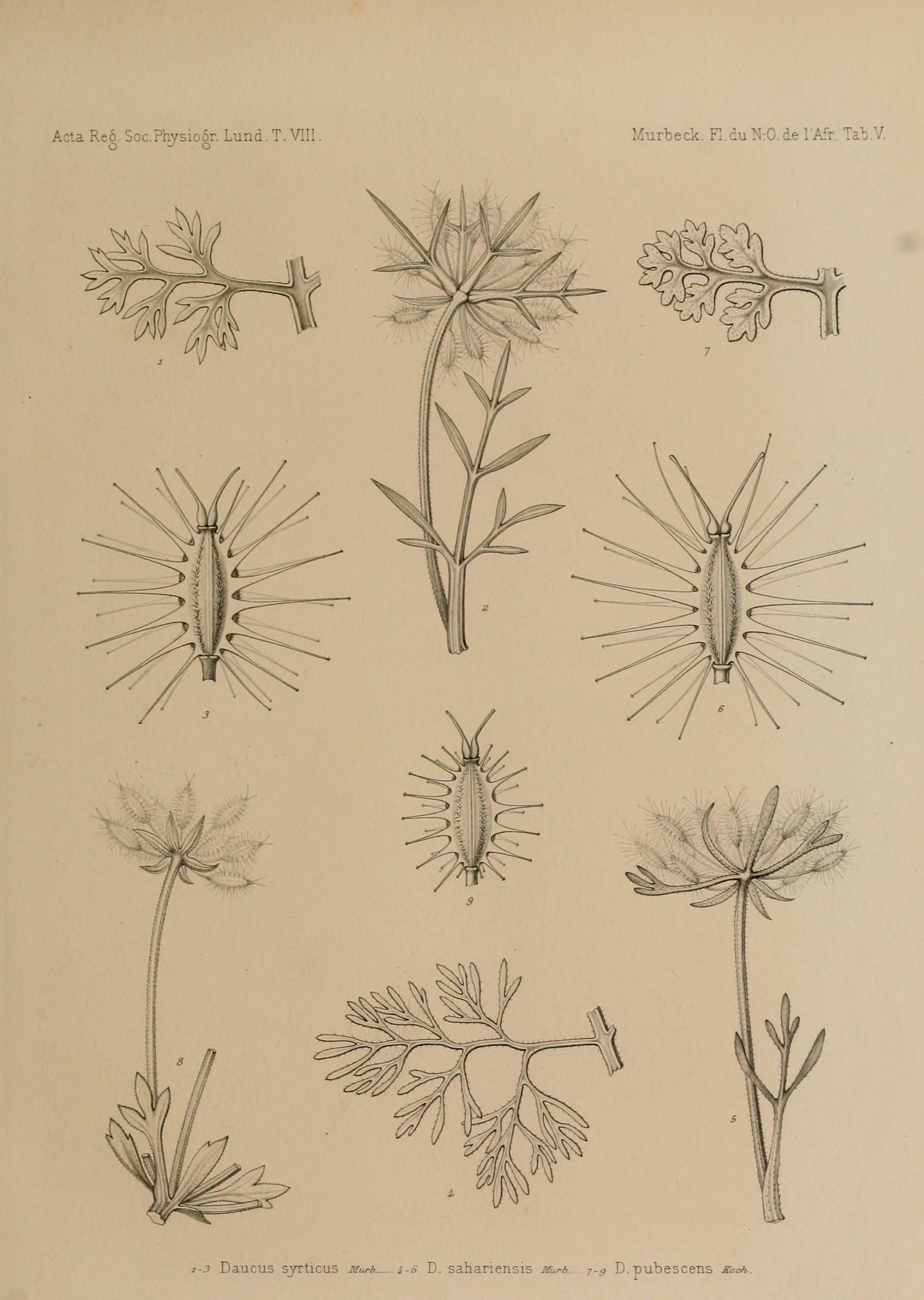
Illustration botanique, avec à gauche Daucus syrticus, au centre Daucus sahariensis et à droite Daucus pubescens.

### Appareil végétatif
C'est une plante annuelle ou bisannuelle. Les divisions ultimes des feuilles sont lancéolées et aiguës.

### Appareil reproducteur
Les fleurs sont rosées, les stylopodes sont oblongs, les styles égalant deux fois le stylopode. Les involucres sont plus rigides, marginés de blanc.

### Confusions possibles
L'espèce est apparentée à Daucus sahariensis et Daucus setulosus Guss. Cette dernière espèce diffère de Daucus syrticus par sa tige dressée ou ascendante, qui, sur les nœuds et, plus bas, ordinairement aussi entre les nœuds, est revêtue de longs poils blancs sétacés, par ses folioles de l'involucre encore plus étroites, subulées et plus allongées, par ses involucelles à folioles intérieures presque entièrement blanches-membraneuses, par ses pétales rayonnants, ordinairement blancs, et par son inflorescence à la fin contractée.
Daucus littoralis (synonymes Daucus pubescens, Caucalis glabra), diffère de D. syrticus par les feuilles à divisions ultimes courtes et ovales, par les folioles de l'involucre qui n'égalent que le tiers ou la moitié des rayons extérieurs de l'ombelle et qui sont entières ou partagées seulement au sommet en trois lobes porrigés, et de plus molles et parcourues à la base par des nervures faibles ; par les folioles des involucelles qui sont entières et plus courtes que les rayons des ombellules, et enfin par les aiguillons du fruit, qui ne sont pas plus longs que le diamètre de ce dernier.

## Habitat et répartition
L'espèce est originaire de Tunisie, de Libye et d'Égypte. Murbeck suppose qu'elle pourrait être confinée aux alentours de Syrte, où elle est très répandue dès les environs de Sfax jusqu'à Zarzis, notamment sur les terrains sableux et gypseux.

## Composants
Les graines de Daucus syrticus contiennent 18 composés chimiques, dont le principal est l'asarone (β-asarone) (26,23 %). La fraction lipidique de la plante révèle la présence d'un mélange d'alcools gras ; les principaux contenus de la fraction insaponifiable sont une série de n-alcanes C8-C28 (84,85 %), quatre composés stéroïdiens, du triterpène et un mélange d'esters méthyliques d'acides gras composé de huit acides différents. La fraction de l'acide gras total a la plus forte activité contre la bactérie Escherichia coli.